# Daigoro Timoncini
Daigoro Timoncini (Faenza, 13 dicembre 1985) è un ex lottatore italiano, specialista della lotta greco-romana.

## Biografia
Nato a Faenza e residente a Riolo Terme, Timoncini iniziò a gareggiare nella lotta con i colori del CISA Faenza Per tredici volte campione italiano assoluto della sua categoria, Ha partecipato a tre edizioni dei Giochi olimpici estivi, ottenendo come miglior risultato il 10º posto a Pechino 2008.
Ha rappresentato l'Italia nella lotta ai Giochi olimpici, categoria 96 kg, di Pechino 2008, Londra 2012 e Rio 2016
Si è ritirato dalla carriera agonistica il 21 aprile 2021.

## Palmarès
- Giochi olimpici

Pechino 2008: 10º Posto, cat. 96kg
Londra 2012: 17º Posto, cat. 96kg
Rio de Janeiro 2016: 12º Posto, cat. 96kg
- Campionati Mondiali

Budapest 2005: 18º
Canton 2006: 16º
Baku 2007: 5º
Herning 2009: 24º
Mosca 2010: 8º
- Campionati europei

Bucarest 2019: bronzo nei 97 kg.
- Giochi del Mediterraneo

Mersin 2013: bronzo nei 96 kg.